# Diglossa duidae
Diglossa duidae е вид птица от семейство Тангарови (Thraupidae).

## Разпространение
Видът е разпространен в Бразилия и Венецуела.